# Más amaneceres
Más amaneceres es una película mexicana de ficción de 2013, dirigida por Jorge Y. Leyva y escrita por Herminio Ciscomani y Jorge Leyva. Fue distinguida como la 'Mejor Ópera Prima' en el Festival Internacional de Cine de Guanajuato 2013.

## Sinopsis
En un pueblo pescador, una tragedia desata una serie de eventos que condenan a una niña a una terrible suerte. Su única oportunidad de supervivencia se encuentra en las manos de un niño, Diego, quien deberá superar muchos peligros en esta comunidad aislada.

## Producción
La película fue producida por La Tuerca Flms. La producción comenzó el 6 de diciembre de 2010.
Se exhibió en 2013 y 2014 en cines mexicanos. Fue adquirida por la plataforma Amazon Prime Video para alquiler y venta online.